# Würzburger Kickers
Würzburger Kickers este un club de fotbal al asociației germane care joacă în Würzburg, Bavaria. În fotbalul dinaintea celui de-al doilea război mondial, clubul a concurat pe scurt la cel mai înalt nivel, în Bezirksliga Bayern și în timpul războiului, în Gauliga Bayern. După război, a avut o singură apariție în fotbalul profesionist în divizia de sud Bundesliga 2 în 1977–78. După o lungă perioadă de fotbal amator, coborând până la nivelul al șaptelea, clubul a început o recuperare. Kickers a ajuns din nou la fotbalul profesionist în 2014–15 după ce a câștigat promovarea în Liga 3, iar sezonul următor a promovat în Bundesliga 2, unde a retrogradad..

## Istorie
FC Würzburger Kickers a fost înființat la 17 noiembrie 1907 de elevi de liceu locali sub președintele Georg Beer, înlocuit în curând de Alfred Günzburger. Clubul a câștigat promovarea în Kreisliga Bayern în 1912 și s-a stabilit în ligă.
Înființată în 1907 de elevi de liceu, echipa a jucat cea mai mare parte a istoriei sale ca o echipă locală necunoscută, deși a reușit să administreze trei sezoane în Bezirksliga Bayern, din 1930 până în 1933, și două apariții într-un singur sezon în Gauliga Bayern (1940–41, 1942–43) una dintre cele șaisprezece diviziuni de vârf înființate în reorganizarea fotbalului german sub al treilea Reich.

## Sezoane
Performanțe obținute în ligile profesioniste de fotbal din Germania.
| 3. Liga | 3. Liga | 3. Liga   |         | 2. Bundesliga | 2. Bundesliga | 2. Bundesliga |
| Sezon   | Loc     | Promovare | Sezon   | Loc           | Retrogradare  |               |
| ------- | ------- | --------- | ------- | ------------- | ------------- | ------------- |
| 2015-16 | 3       | Baraj     | 1977-78 | 19            | Automat       |               |
| 2017-18 | 5       |           | 2016-17 | 17            | Automat       |               |
| 2018-19 | 5       |           | 2020-21 | 18            | Automat       |               |
| 2019-20 | 2       | Automat   |         |               |               |               |

## Baraj
| An   | Club       | Tur   | Total | Retur | Club     |
| ---- | ---------- | ----- | ----- | ----- | -------- |
| 2016 | Würzburger | 2 - 0 | 4 - 1 | 2 - 1 | Duisburg |

## Legături externe
- Site web oficial
- Abseits Guide to German Soccer Arhivat în 14 ianuarie 2020, la Wayback Machine.